# Einar Gerhardsen
Einar Henry Gerhardsenⓘ (n. 10 mai 1897, Asker, d. 19 septembrie 1987, Oslo) a fost al un om politic norvegian.
Fiind în funcția de prim-ministru timp de 17 ani, el este cel care a deținut această funcție cea mai lungă perioadă de timp în Norvegia după introducerea sistemului parlamentar.
Numit de mulți norvegieni landsfaderen („părintele națiunii”), el este unul din arhitecții principali ai reclădirii Norvegiei după Al Doilea Război Mondial.

## Viața politică
Cariera politică și-a început-o ca șef de sindicat al muncitorilor rutieri în 1919, iar apoi, în 1920, al Sindicatului muncitoresc Kristiania. Între 1919- 1926 a fost membru al comitetului de conducere al „Uniunii tineretului comunist din Norvegia”, precursoarea „Uniunii tineretului muncitoresc”. În 1923 Gerhardsen a fost ales secretar al „Partidului muncitoresc”, învingându-l cu doar două voturi pe Peder Furubotn, care urma să devină o figură marcantă a „Partidului comunist norvegian” (care s-a format din minoritatea celor care au participat la aceste alegeri).
După atacul asupra Norvegiei de către Germania nazistă la 9 aprilie 1940, Gerhardsen s-a alăturat guvernului care a fugit înspre nordul Norvegiei, el fiind responsabil de luarea în primire a aurului de la filialele din nord ale Băncii Naționale norvegiene. Întors la Oslo, Gerhardsen devine primar la 15 august 1940, dar pe 26 august este forțat de germani să se retragă din funcție, revenind la profesiunea sa de bază, muncitor construcții rutiere, și intrând în lupta de rezistență. 
Pe 11 septembrie 1941 este arestat și trimis la lagărul de concentrare Grini (o suburbie a orașului Oslo), de unde este dus la sediul Gestapoului unde este torturat și trimis la 5 aprilie 1942 în lagărul de concentrare Sachsenhausen din Germania, unde a stat până în 1944, când a fost trimis înapoi în Norvegia (la închisoarea Akershus și din nou la Grini).
După terminarea războiului, Gerhardsen preia imediat din nou conducerea Partidului muncitoresc, fiind ales președinte în mai, după Oscar Torp (care petrecuse războiul la Londra cu guvernul în exil norvegian). Este ales primar al Osloului, calitate în care l-a poftit binevenit la reîntoarcerea din exilul britanic pe regele Haakon VII la 7 iunie 1945. 
Pe data de 25 iunie Gerharden formează primul guvern de coaliție, iar după alegerile din octombrie 1945, când Partidul miuncitoresc obține majoritatea absolută, Gerhardsen va conduce al doilea guvern al său, care va dura până în 1951. Printre evenimentele din această perioadă trebuie numită intrarea Norvegiei în NATO în aprilie 1949.
În 1951 predă ștafeta de prim-ministru lui Oscar Torp citând ca motiv oboseala de a deveni prim-ministru direct din prizonierat, și devine lider al grupului parlamentar al Partidului muncitoresc. În 1954 este ales președinte al Storting-ului, parlamentul norvegian.
În 1954, Gerhardsen cere guvernului să ia măsuri urgente împotriva creșterii prețurilor. După o lună de zile, nevăzând rezultate concrete, îi sugerează lui Torp să-și dea demisia. Acesta o face, și Gerhardsen formează al treilea guvern pe care-l conduce. Acest guvern va exista până la 28 august 1963 când Gerhardsen îl lasă pe John Lyng (de la Partidul conservator, Høyre) să formeze un guvern de coaliție. Motivul  a fost că guvernul a fost criticat sever într-un raport al unei comisii care a analizat cauzele unui accident dintr-o mină de stat din Svalbard, așa-numitul „Scandal King's Bay”.
Cu ocazia congresului de partid din 1965, Gerhardsen se retrage din funcția de președinte de partid, Trygve Bratelli urmându-i în această funcție.
În 1969, Gerhardsen se retrage din viața politică.

## Viața privată
Gerhardsen a fost căsătorit cu Werna (născută Christie) cu care a avut doi fii (Rune și Truls) și o fiică, Torgrunn.

## Medalii
- 1970 St. Hallvardsmedaljen
- 1972 Borgerdådsmedaljen

## Cărți scrise de el
- Tillitsmannen - en håndbok for tillitsvalgte (Deputatul- un îndrumar pentru sindicaliști), 1931
- Fellesskap i krig og fred: Erindringer 1940–45 (Activitate în comun în timp de război și pace: Amintiri 1940-45), 1970
- Samarbeid og strid: Erindringer 1945–55 (Cooperare și concurență: Amintiri 1945-55), 1971
- I medgang og motgang: Erindringer 1955–65 (Cu vânt din față și din spate: Amintiri 1955-65), 1972
- Unge år (Anii tinereții), 1974
- Mennesker og politikk: Erindringer 1965–78 (Oameni și politică: Amintiri 1965-1978), 1978

## Cărți despre el
- Rolf Gerhardsen: Einar Gerhardsen som en bror ser ham (Einar Gerhardsen văzut de un frate), 1967
- Olaf Solumsmoen og Olav Larssen: Med Einar Gerhardsen gjennom 20 år (Cu Einar Gerhardsen timp de 20 de ani), 1967
- Per Øyvind Heradstveit: Einar Gerhardsen og hans menn (Einar Gerhardsen și oamenii săi), 1981
- Jostein Nyhamar: Einar Gerhardsen 1897–1945, 1982
- Jostein Nyhamar: Einar Gerhardsen 1945–1983, 1983
- Egil Helle: Landsfaderen (Părintele națiunii), 1987
- Finn Olstad: Einar Gerhardsen – en politisk biografi (Einar Gerhardsen- o biografie politică), 1999
- Rune Gerhardsen:  Du er faren min likevel? (Chiar și așa ești tatăl meu?) 2002

| Funcții politice                | Funcții politice                                                 | Funcții politice          |
| ------------------------------- | ---------------------------------------------------------------- | ------------------------- |
| Predecesor: Trygve Nilsen       | Primar Oslo 1940                                                 | Succesor: Rolf Stranger   |
| Predecesor: Rolf Stranger       | Primar Oslo 1945                                                 | Succesor: Rolf Stranger   |
| Predecesor: Johan Nygaardsvold1 | Prim-ministru al Norvegiei 1945–1951                             | Succesor: Oscar Torp      |
| Predecesor: Oscar Torp          | Prim-ministru al Norvegiei 1955–1963                             | Succesor: John Lyng       |
| Predecesor: John Lyng           | Prim-ministru al Norvegiei 1963–1965                             | Succesor: Per Borten      |
| Funcții politice                |                                                                  |                           |
| Predecesor: Martin Tranmæl      | Secretar de partid al Partidului muncitoresc norvegian 1923–1925 | Succesor: Martin Tranmæl  |
| Predecesor: Martin Tranmæl      | Secretar de partid al Partidului muncitoresc norvegian 1936–1939 | Succesor: Ole Øisang      |
| Predecesor: Oscar Torp          | Președinte al Partidului muncitoresc norvegian 1945–1965         | Succesor: Trygve Bratteli |

1. ↑  Autoritatea BnF, accesat în 10 octombrie 2015